# Altenkunstadt Jaakov
Altenkunstadt Jaakov (közismertebb nevén: Kopl Charif) (Altenkunstadt, Bajorország, 1766 – Verbó, 1836) rabbi.

## Élete
Előbb Fürthben, majd Prágában tanult. Nősülése folytán került Magyarországra, a pozsony vármegyei Stomfára, apósa birtokára. 1791-ben kadelburgi rabbi lett, két év múlva Verbóra választották meg, ahol jesivát tartott fenn, ahonnan több neves rabbi is kikerült. 45 éven át működött Verbón, kéziratainak csupán töredéke jelent meg nyomtatásban.